# 真光禪寺
25°01′55″N 121°35′15″E / 25.03183°N 121.58738°E
真光禪寺，位於台灣台北市信義區福德街象山山腰的兩層樓現代建築廟宇。為主祀釋迦牟尼之佛教廟宇。該廟宇興建於1967年，由聖慧老和尚所創建。現任住持為常船法師。

## 歷史沿革
於1974年大悲殿與大雄寶殿二殿相繼完成。之後、聖慧老和尚於1986年3月圓寂。真光禪寺的組織型態為管理人制，祭典日期則是每年農曆之四月初八浴佛節。

## 參閱
- 象山

## 外部連結
- 真光禪寺 （页面存档备份，存于）
- 真光禪寺Facebook （页面存档备份，存于）
- 真光禪寺--台灣好廟網 （页面存档备份，存于）
- 真光禪寺--中研院地理資訊系統 （页面存档备份，存于）